# Roosters (serie televisiva)
Roosters (Haantjes) è una serie televisiva comica olandese prodotta per Netflix. La serie è il remake della serie spagnola Machos alfa.
La prima stagione è stata distribuita su Netflix il 28 febbraio 2025. La serie è stata rinnovata per una seconda stagione di otto episodi.

## Trama
La serie si concentra su Mike, Ivo, Daan e Greg, quattro uomini sulla quarantina. La fine del patriarcato si avvicina e, nel mezzo di una crisi di mascolinità, questi amici devono abituarsi alla loro nuova realtà. Ognuno  cerca disperatamente di salvare ciò che resta delle proprie relazioni e carriere. 

## Episodi
| nº | Titolo originale                | Titolo italiano              | Pubblicazione    |
| -- | ------------------------------- | ---------------------------- | ---------------- |
| 1  | Een nieuwe tijd, een nieuwe man | Tempi duri, uomo nuovo       | 28 febbraio 2025 |
| 2  | Lang en gelukkig                | Per sempre felici e contenti | 28 febbraio 2025 |
| 3  | First Dates                     | Primi appuntamenti           | 28 febbraio 2025 |
| 4  | Op cursus                       | Il corso                     | 28 febbraio 2025 |
| 5  | We moeten praten                | Dobbiamo parlare             | 28 febbraio 2025 |
| 6  | Terug naar de haan              | Il gallo rialza la cresta    | 28 febbraio 2025 |

## Personaggi

### Personaggi principali
- Greg, (stagioni 1-in corso) interpretato da André Dongelmans
- Mike, (stagioni 1-in corso) interpretato da Jeroen Spitzenberger
- Ivo, (stagioni 1-in corso) interpretato da Benja Bruijning
- Daan, (stagioni 1-in corso) interpretato da Waldemar Torenstra

### Personaggi secondari
- Peter, (stagioni 1-in corso) interpretato da Shane Redondo
- Desirée, (stagioni 1-in corso) interpretata da Fockeline Ouwerkerk